# Amants en fuite
Pour plus de détails, voir Fiche technique et Distribution.
Amants en fuite (Amanti in fuga) est un film italien réalisé par Giacomo Gentilomo, sorti en 1946.

## Fiche technique
- Titre : Amants en fuite
- Titre original : Amanti in fuga
- Réalisation : Giacomo Gentilomo
- Scénario : Gaspare Cataldo, Giacomo Gentilomo et Fabrizio Sarazani
- Musique : Ezio Carabella
- Photographie : Anchise Brizzi
- Société de production : Manenti Film
- Société de distribution : Manenti Film (Italie), Francinex (France)
- Pays :  Italie
- Genre : melodrame historique
- Durée : 90 minutes
- Dates de sortie : 
  -  Italie : 25 octobre 1946
  -  France : 2 novembre 1948

## Distribution
- Gino Bechi : Alessandro Stradella
- Annette Bach : Ortenzia Foscarini
- Carlo Ninchi : Le prince-neveu
- Gualtiero Tumiati : Alviso Foscarini
- Antonio Crast : Marco Foscarini
- Wanda Capodaglio : Madame Royal
- Franca Marzi : Porzia
- Mario Gallina : Bottesin
- Ernesto Bianchi : Furlan
- Emilio Cigoli
- Armando Guarnieri
- Kozma Kumani
- Nino Marchetti
- Guido Morisi : le capitaine
- Giovanni Petrucci
- Lamberto Picasso : l'astrologue
- Gino Saltamerenda : frère Nespola
- Fabrizio Sarazani

## Distinctions
Le film a été présenté en sélection officielle en compétition au Festival de Cannes 1946.